# Centre sportif Alcoa
Le Centre sportif Alcoa est un complexe sportif comportant notamment deux patinoires de hockey sur glace, situé sur l'avenue Michel-Émond à Baie-Comeau.
Il est le domicile du Drakkar de Baie-Comeau de la Ligue de hockey junior Maritimes Québec.

## Histoire
Il est inauguré en 1970 et compte deux patinoires. Il porte à ses débuts le nom de « Centre récréatif de Baie-Comeau » et remplace un bâtiment du même nom devenu vétuste. Il est renommé « Centre Henry-Léonard » en 1995, du nom d'un ancien maire de Baie-Comeau, sous l'administration duquel il a été construit,.
Les dimensions de sa patinoire principale sont de 200 pieds par 85 pieds, soit environ 61 mètres par 26 mètres. Sa capacité assise est de 2 779 places (3 042 au total) ; il est devenu le plus petit aréna de la LHJMQ depuis que le domicile des Tigres de Victoriaville a augmenté sa capacité maximale à 3 500 places. Depuis les débuts du Drakkar, le taux moyen d'occupation est de 83 %.
En plus du hockey, des spectacles, expositions et autres activités y ont lieu.
En 2024, la ville de Baie-Comeau change le nom de l'aréna pour Centre sportif Alcoa en partenariat avec la compagnie Alcoa pour un contrat de 5 ans allant jusqu'en 2029